# 白山 (兩白山地)
白山（はくさん）是位於日本石川縣、福井縣、岐阜縣的成層火山。自30萬年到40萬年前開始有火山活動。最近的一次噴發是在1659年（萬治2年）。白山與富士山、立山並列為日本三名山（日本三靈山）之一。最高峰御前峰，標高2,702公尺。

## 图片集

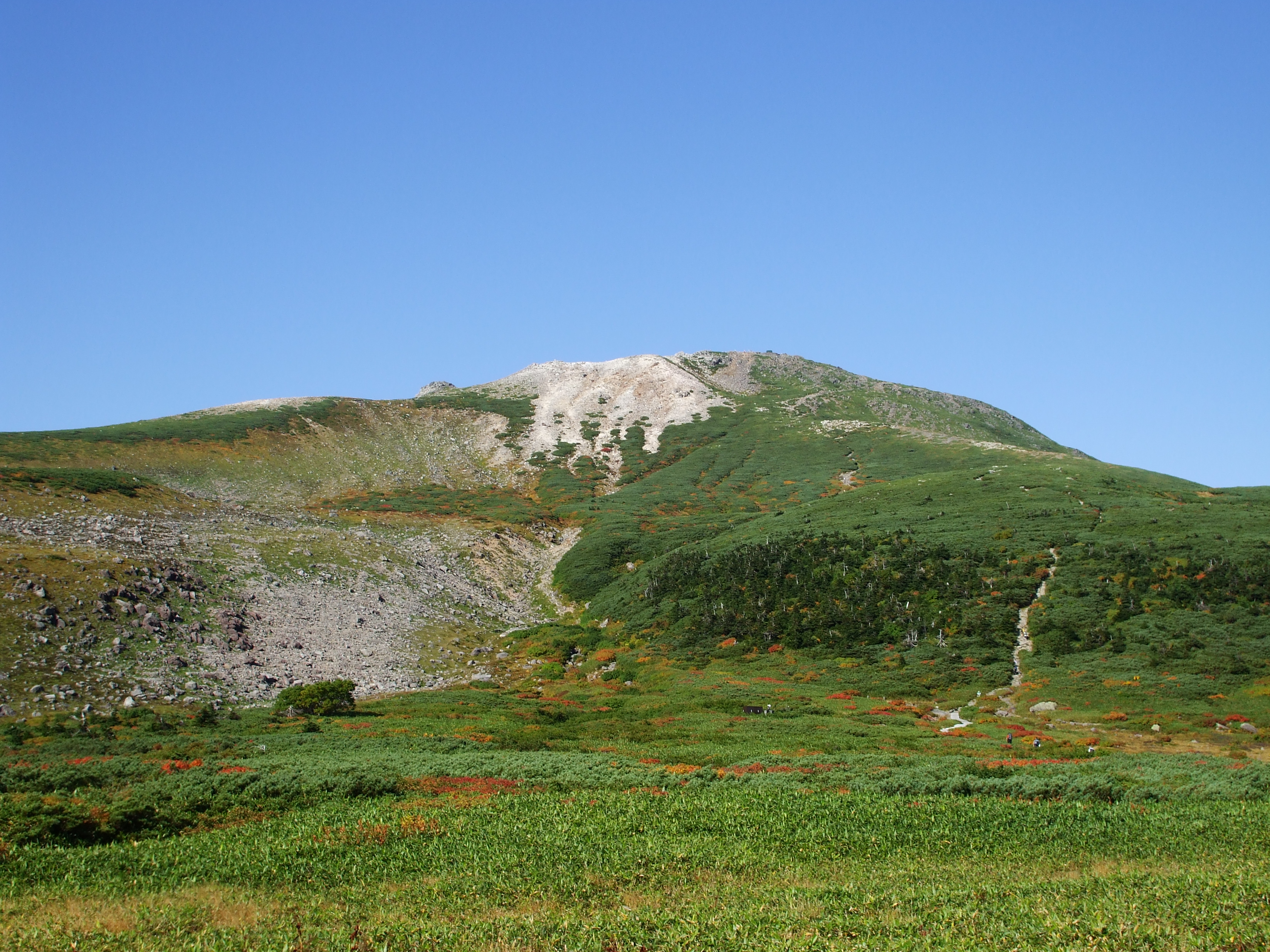
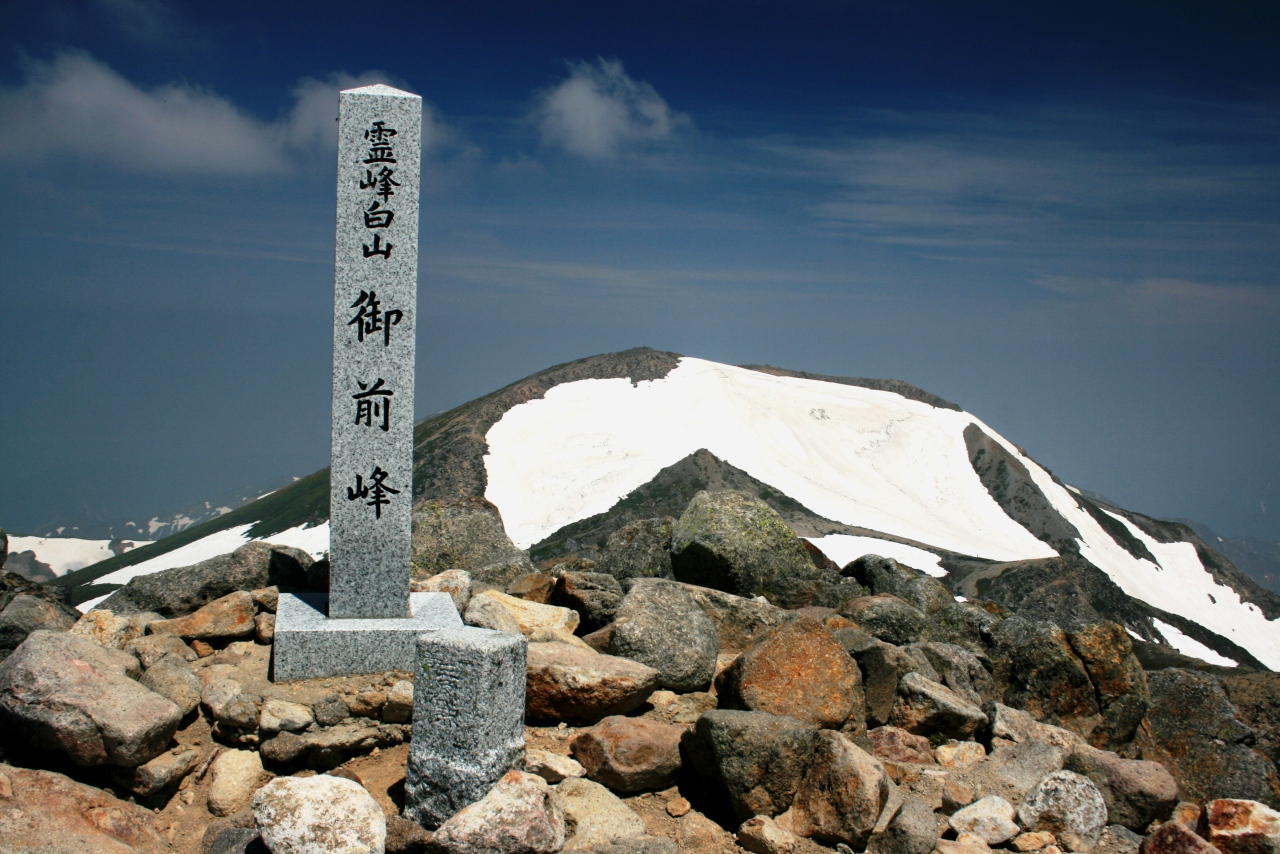
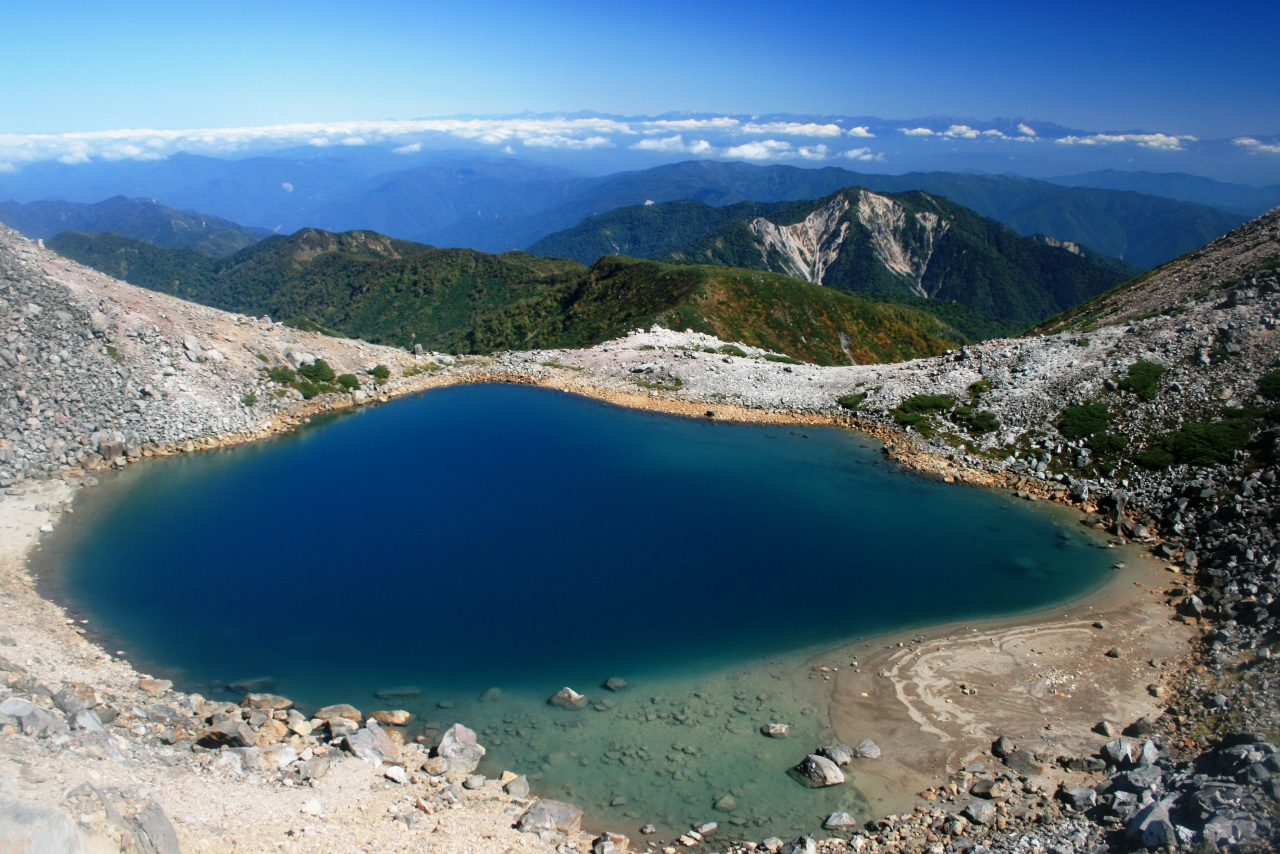
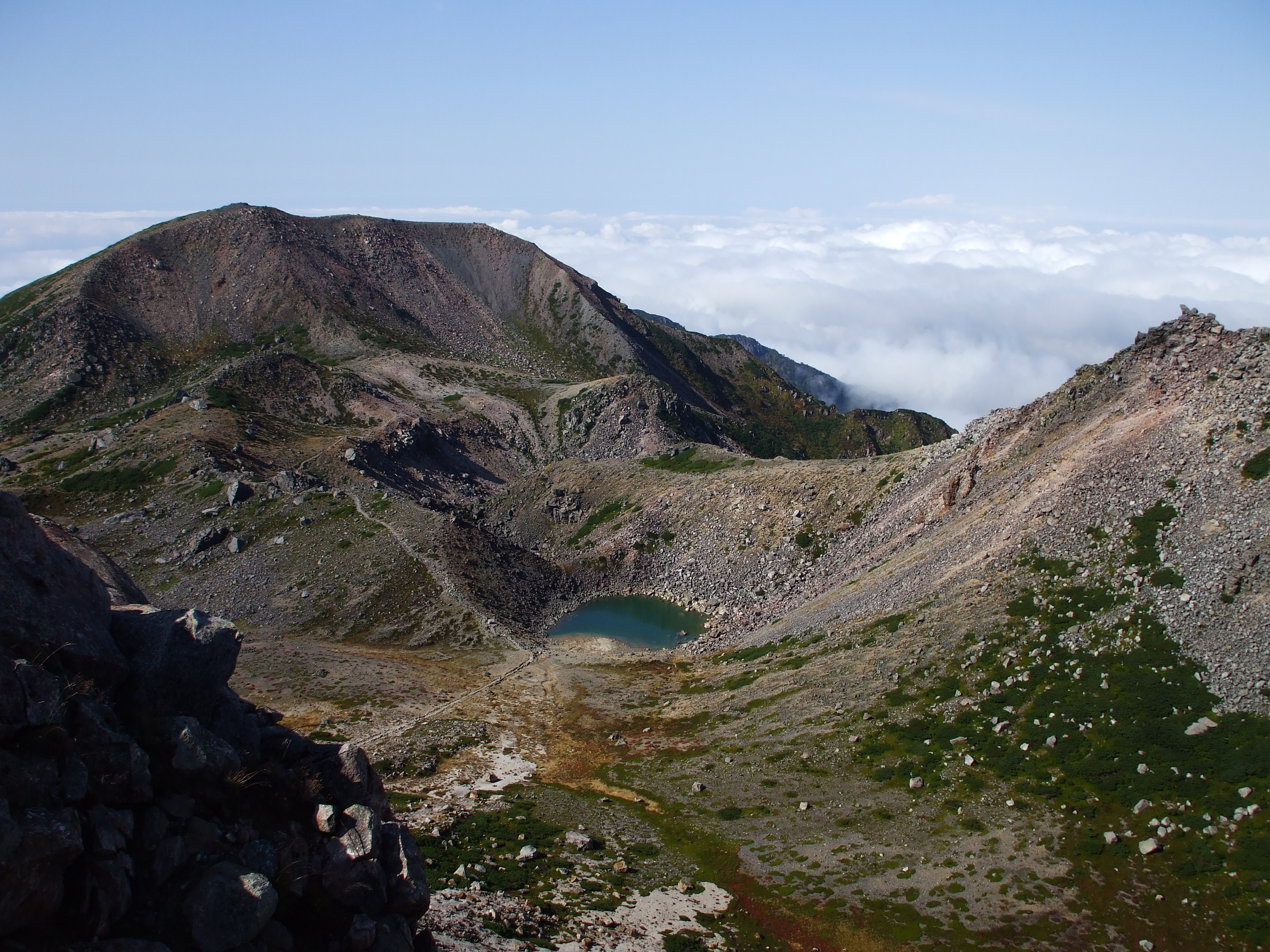
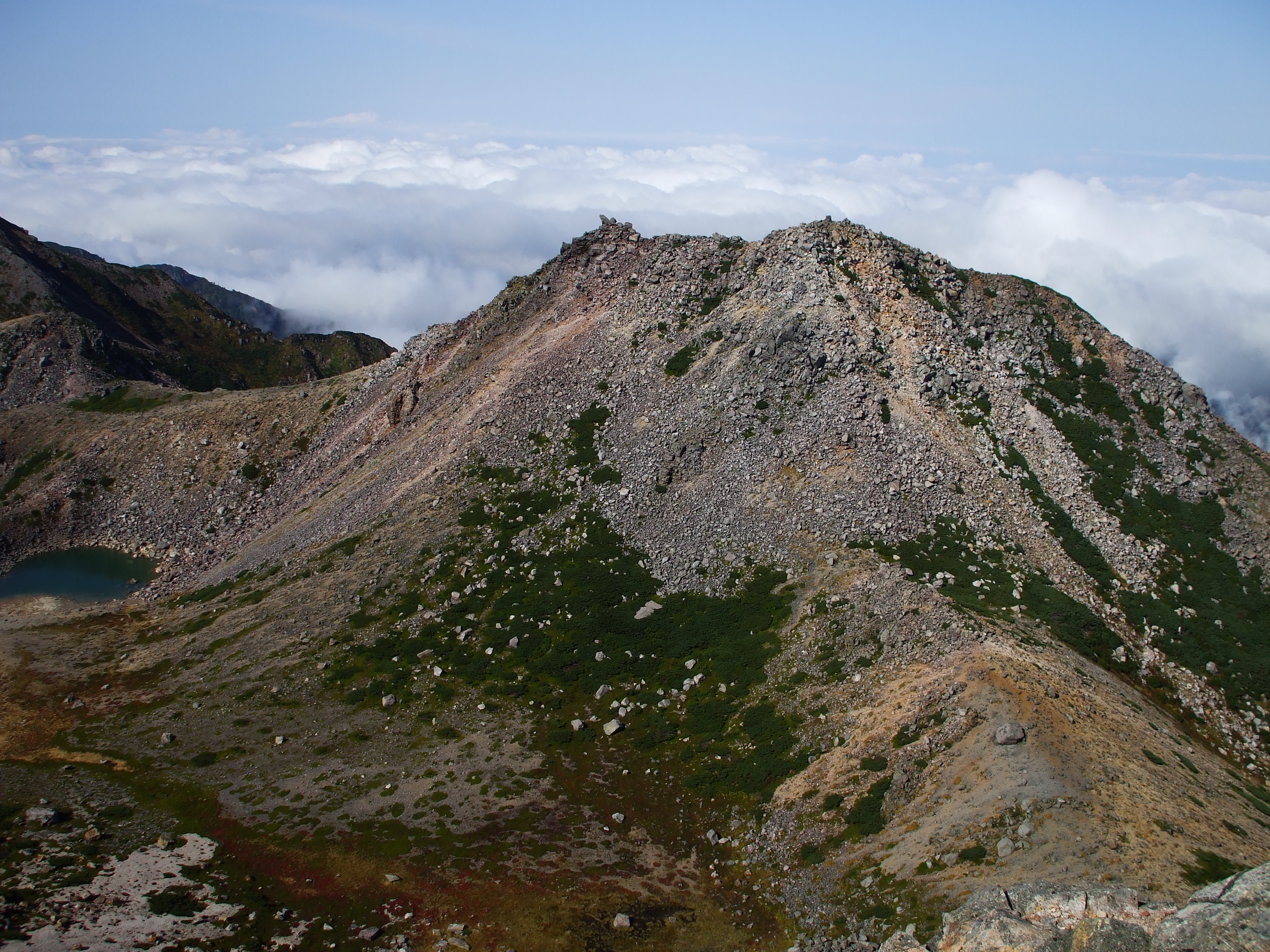
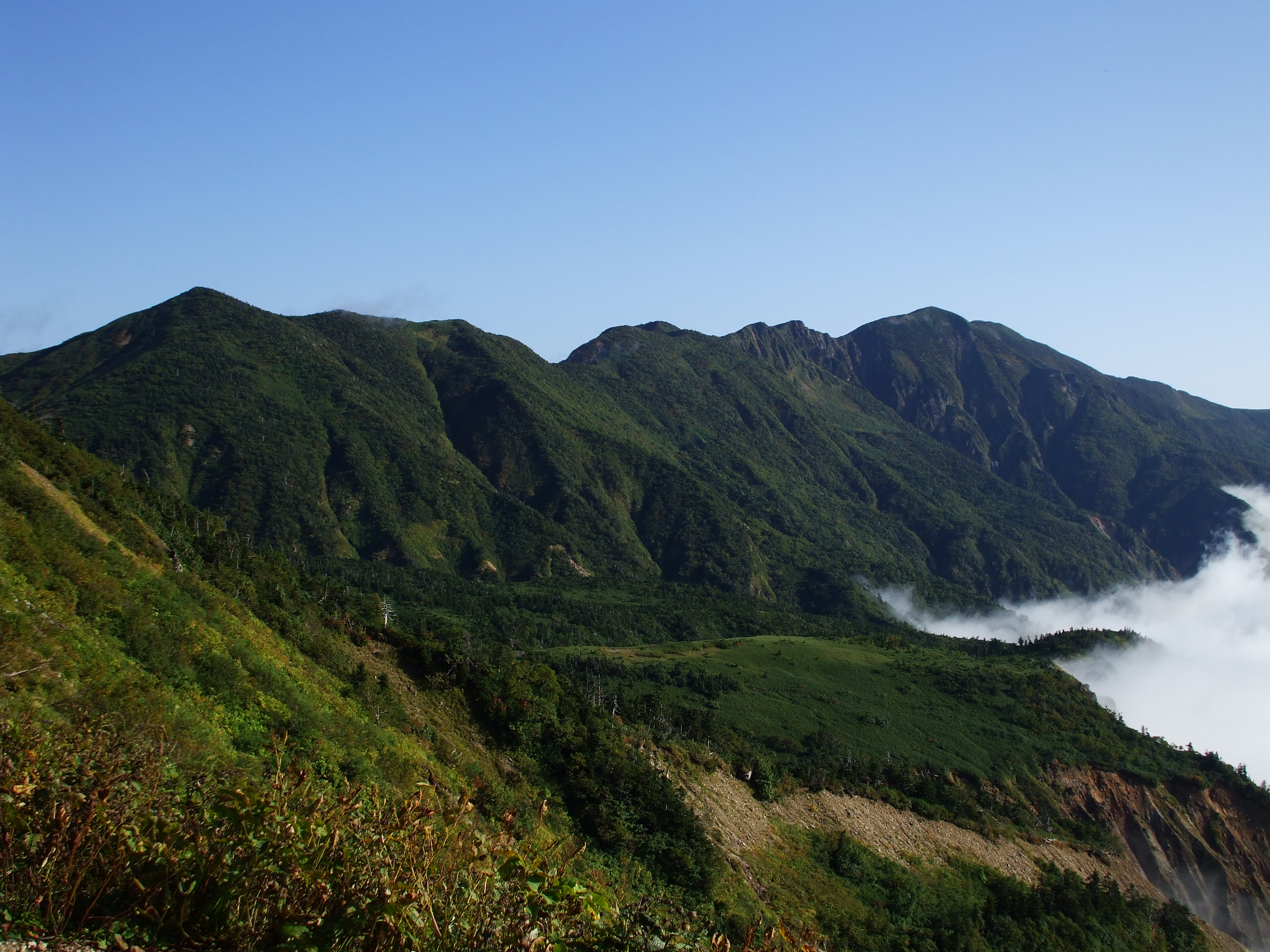
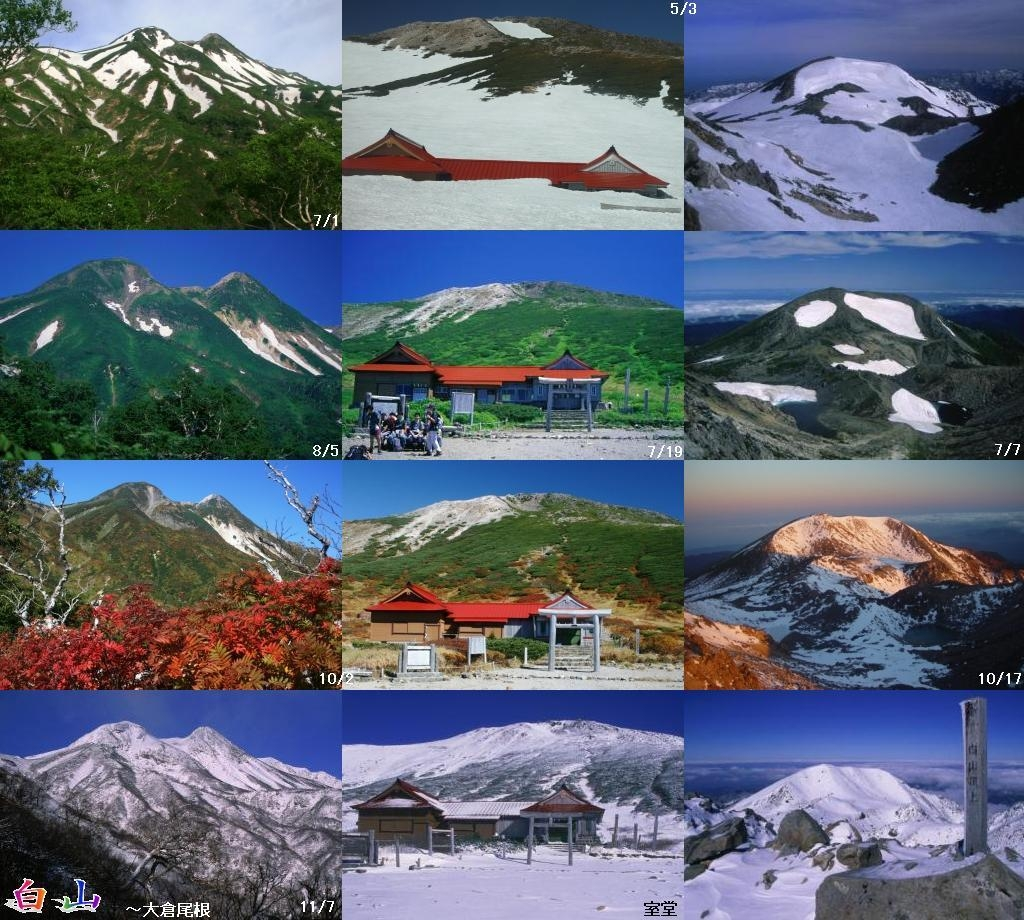
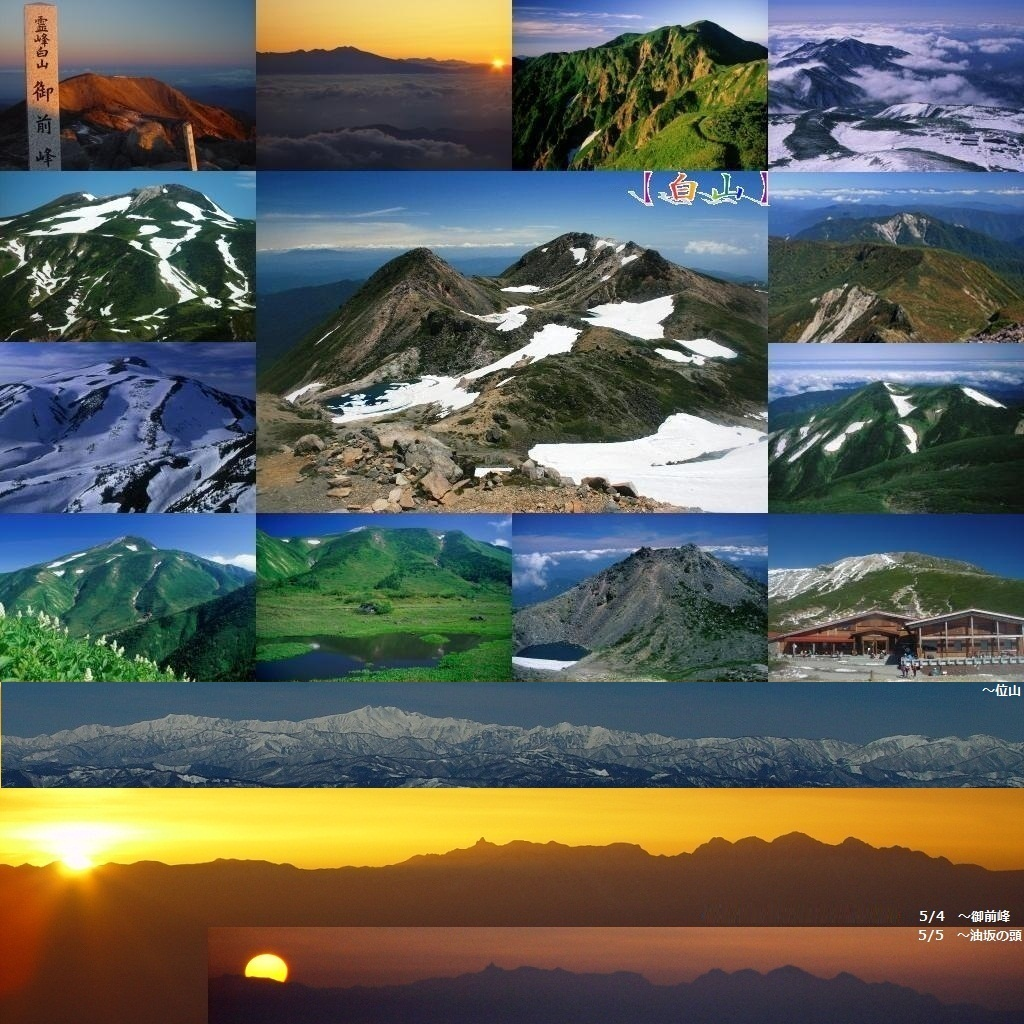
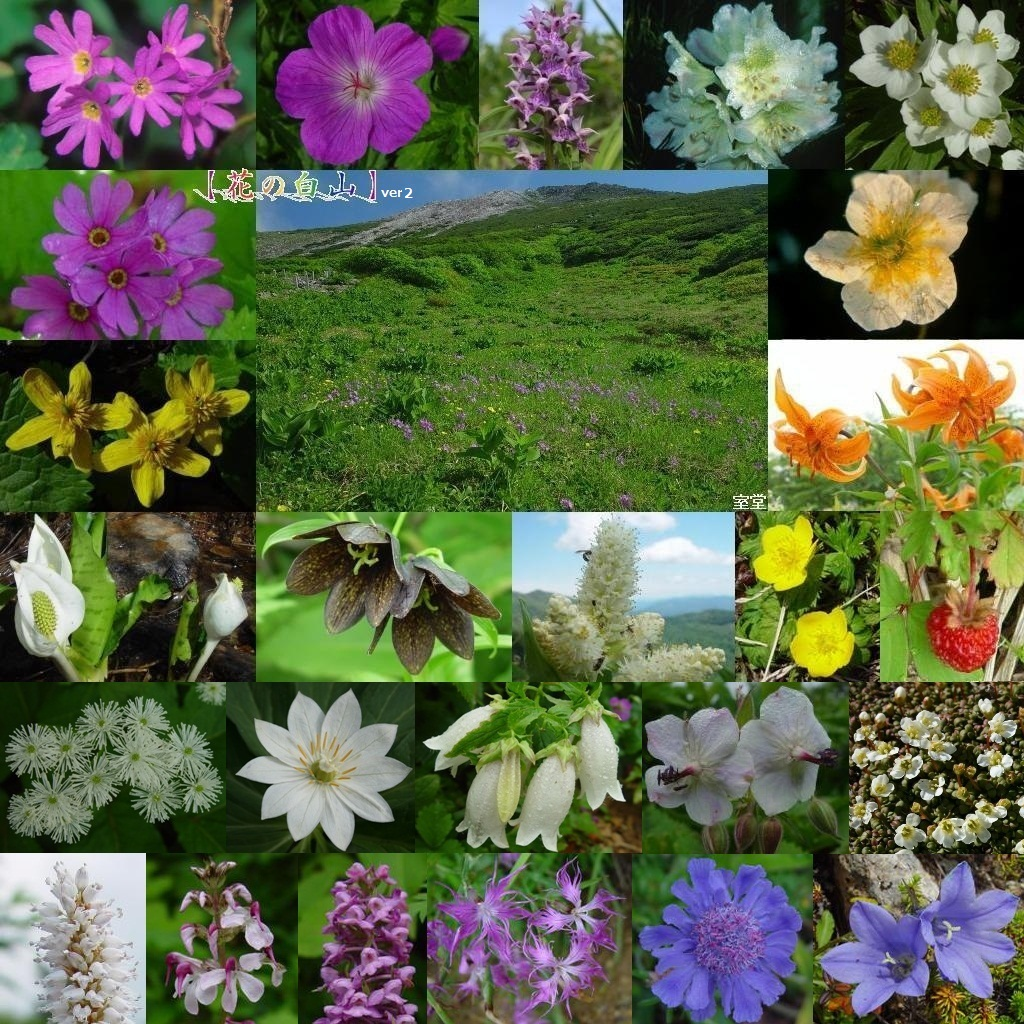
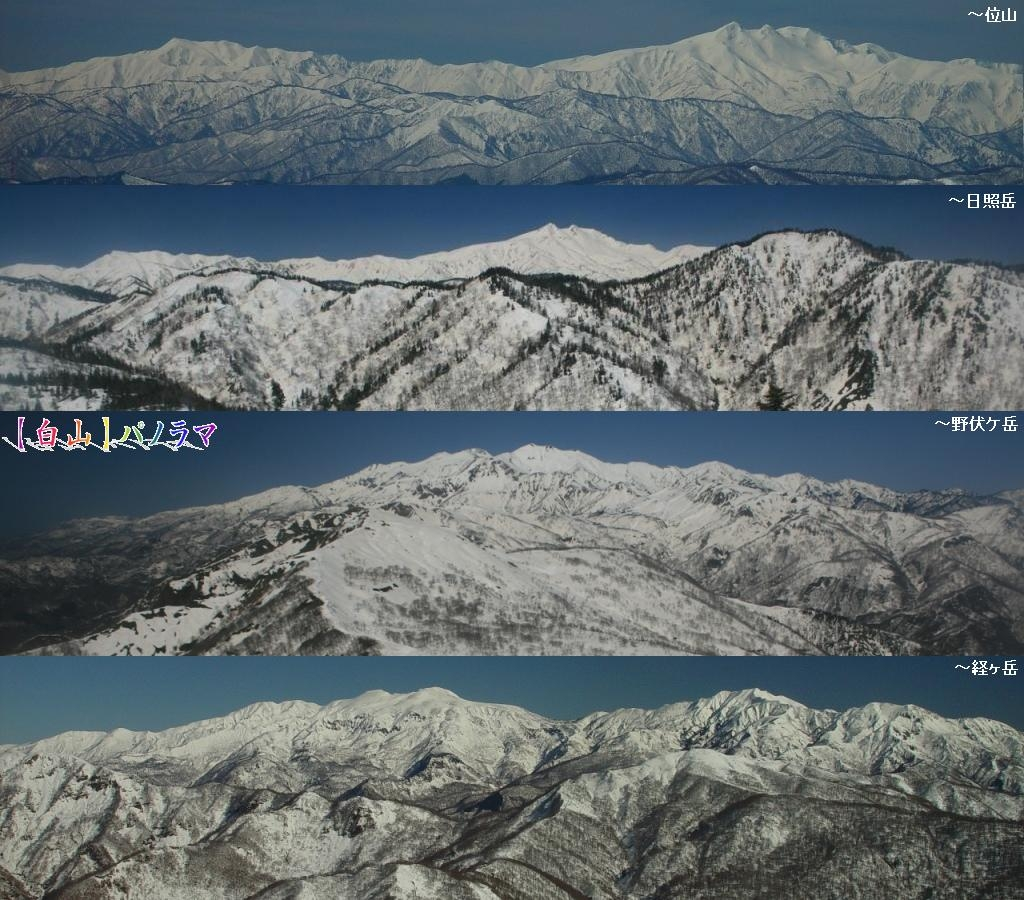
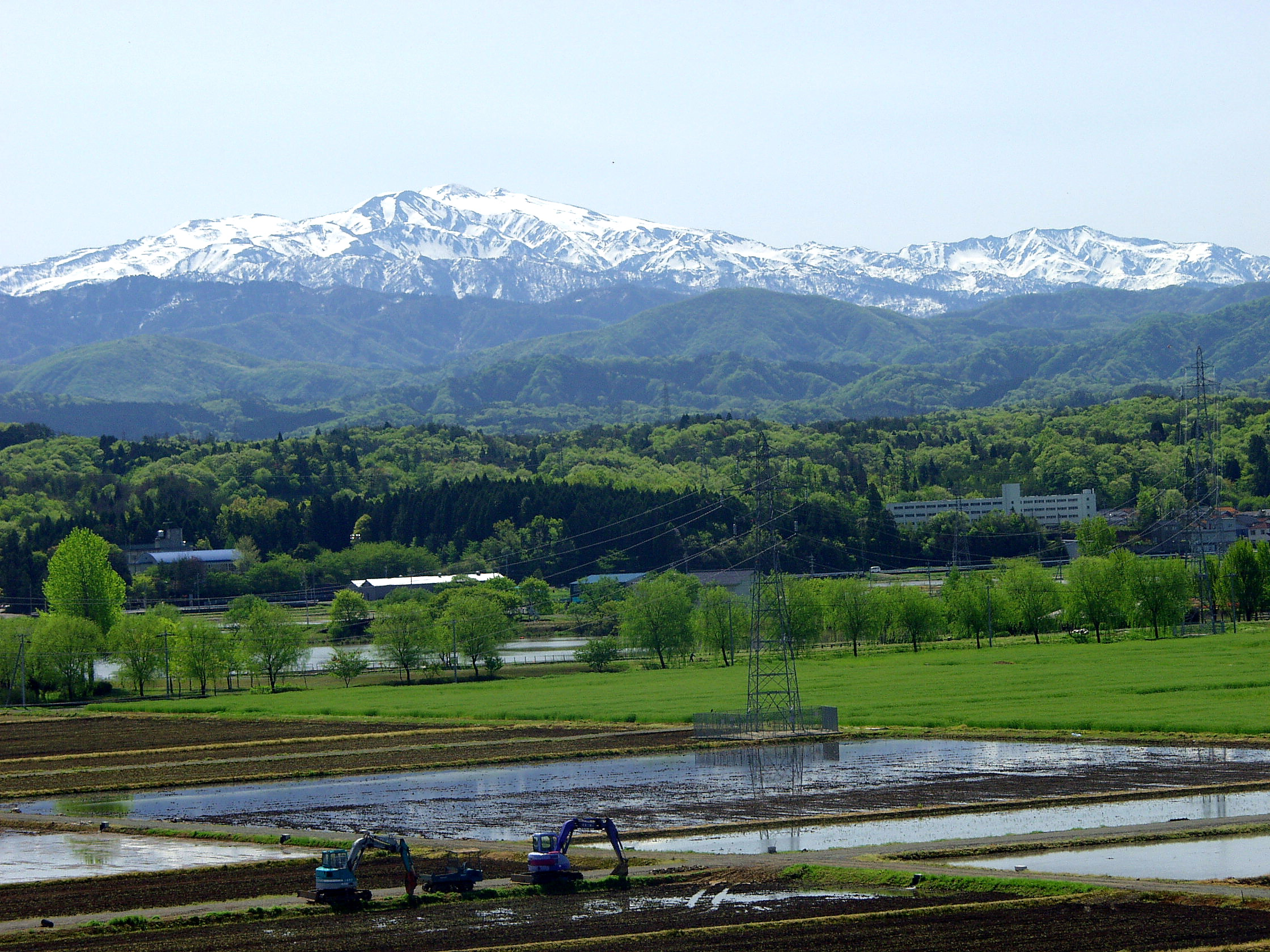

## 關連項目
- 白山國立公園
- 都道府縣最高峰